# Mizan Zainal Abidin
Al-Wathiqu Billah, Tuanku Mizan Zainal Abidin Ibni Almarhum Sultan Mahmud Al-Muktafi Billah Shah (n. 22 ianuarie 1962, la Kuala Terengganu) este cel de-al 17-lea și actualul sultan de Terengganu. A fost al 13-lea „Yang di-Pertuan Agong” (rege) al Malaeziei în perioada 2006-2011.

## Sultan
Maiestatea Sa a fost încoronat al 17-lea Sultan al Terengganu, la 4 martie 1999.

## Rege
La 3 noiembrie 2006, Sultan Mizan Zainal Abidin a fost ales să-l succeadă pe Tuanku Syed Sirajuddin Syed Putra Jamalullail (Rajah al Perlis), în calitate de cel de-al 13-lea „Yang di-Pertuan Agong” al Malaysiei, începând cu 13 decembrie 2006, pentru o perioadă de cinci ani, conform sistemului de rotație stabilit de Constituție.